# Orthonama coneja
Orthonama coneja är en fjärilsart som beskrevs av Paul Dognin 1896. Orthonama coneja ingår i släktet Orthonama och familjen mätare. Inga underarter finns listade i Catalogue of Life.